# Mathilda d'Orozco
Mathilda Valeria Beatrix d'Orozco, également par mariage connu sous les noms de Cenami, Montgomery-Cederhjelm et Gyllenhaal, née le 14 juin 1796 et morte le 19 octobre 1863, est une noble suédoise (d'origine espagno-italienne), saloniste, compositrice, poète, femme de lettres, chanteuse, comédienne amatrice et claveciniste. En Suède, elle est plus connue sous le nom de Mathilda Montgomery-Cederhjelm.

## Biographie
Mathilda est née en Italie, fille de l'ambassadeur d'Espagne à Milan, le comte Nicolas Blasco d'Orozco, et de Sabina Lederer.
Elle est d'abord mariée au marquis Cenami, maître d'écurie de la cour de la sœur de Napoléon, la princesse Elisa Bonaparte. Elle devient veuve avant l'âge de vingt ans. En 1817, à Vienne, elle épouse en secondes noces le comte et colonel suédois Josias Montgomery-Cederhjelm (mort en 1825) avec qui elle eut quatre enfants. En 1839, elle épouse le baron suédois Carl Alexander Fredrik Gyllenhaal.
Dans le cadre de son deuxième mariage (1817), Mathilda d'Orozco déménage en Suède où elle restera le reste de sa vie. En Suède, elle devient une mondaine notoire de la capitale, décrite plus tard comme « l'un des ornements les plus remarquables des salons de la haute société pendant la première période heureuse et dynamique du règne de Charles XIV Jean » (règne de 1818-1844). Habituée au climat plus chaud de l'Italie, elle déclara « Dieu était en colère quand il a créé le climat suédois! » Elle est décrite comme une personne chaleureuse avec beaucoup de charme et des talents dans de nombreux domaines de l'art, qu'elle a développés dans sa vie sociale mouvementée.
En tant que membre de la noblesse, elle a été présentée à la cour royale et a participé à la vie de cour du roi Charles Jean et de la reine Désirée. Elle est devenue un des centres des divertissement de la cour. C'était une chanteuse admirée et polyvalente, qui s'accompagnait parfois en chantant à la harpe. Elle a également joué dans du théâtre amateur à la cour royale, où elle a été décrite comme une actrice hors ligne, et a été considérée comme une danseuse naturelle et féerique. Le prince héritier, Oscar, ainsi que l'ambassadeur britannique John Bloomfield, 2e baron Bloomfield faisaient partie de ses admirateurs.
Après son troisième mariage (1839), elle se retire de la vie sociale et déménage dans la propriété de son mari à la campagne, à l'exception des visites annuelles dans la station balnéaire de Norrtälje.
Elle meurt, âgée de 67 ans, au manoir Stora Ekeby (sv), Rytterne (sv), Suède.
Gustaf Lagerbjelke (en) lui a dédié le poème L'une et l'autre.

## Œuvre

### Chants et compositions pour piano
Mathilda d'Orozco a écrit de nombreux textes pour piano et chant : 
- Axels monolog (texte d'Esaias Tegnér, dédié à Charlotte Åkerhielm (en))
- Frithiofs lycka (texte d'Esaias Tegnér)
- Fogelleken (texte d'Esaias Tegnér) (Stockholm, 1829)
- Fyra sånger med accompagnement af Piano forte. (dédié à Charlotte Åkerhielm, 1829) 
  - 1. Stjernsången (Tegner)
  - 2. Wågen (Karl August Nicander)
  - 3. Drömmen till Laura (Beskow)
  - 4. Jag vill ej drömma mer (Beskow)
- Sånger med accompagnement för Pianoforte (« Chants avec notes pour pianoforte ») (dédié à Carlotte von Kraemer, 1833) 
  - Jag gick med lyran i min hand (Carl Wilhelm Böttiger)
  - "Dit bort"
  - Vår
  - Afskeds önskan
  - Kärlek eller vänskap (Thomas Moore)
- Sånger med accompagnement för Pianoforte (dédié à Fredrika Bremer, 1834) 
  - Säg hvar finns ett enda troget hjerta
  - Echo i Ådalen
  - Gå ej bort.
- Fyra sångstycken för piano-forte (1839) 
  - Galer slafven (CCG)
  - Romanza
  - Hambo polska
  - Hoppet
- Sånger vid pianoforte (dédié à sa fille Eugénie) 
  - Negerflickans klagan
  - Nordens kämpe
  - Den blinda sångarn
  - Duo ou Hoppet än med klara strålar
  - Fyren.
- Sex sånger vid Piano-Forte (dédié à Marie von Stedingk, 1842) 
  - Frågan (X.)
  - Indiansk waggvisa (HH)
  - Du är borta (MM)
  - Den öfvergifna (R. Hjärne)
  - Galloppen
  - Han kommer ej (L. Bn o.)
- Sveriges främsta Ädling. (texte de Carl Wilhelm Böttiger (en), dédié à Magnus Brahe (1790-1844) (en), 1845)
- Barcarolle (1861)
- Sånger vid Fortepiano (dédié au prince Gustaf, duc d'Uppland) 
  - Lilla Fogeln
  - Illusionen
  - Den vissnade Blomman
  - Min Philosophi
  - Wikings-sången (Herman Sätherberg)
  - Dryckes-Wisa
  - Afsked från Hemmet (Herman Sätherberg)
- Fyra sånger vid piano (dédié à Oscar II) 
  - Främlingens syn (Johan Ludvig Runeberg)
  - "Italia" (Carl Wilhelm Böttiger)
  - Höstqvällen
  - Wikinga-sången (GHS)
- Fyra sånger vid piano-forte (1839) 
  - Romance (Je vous ai dit, je vous adore)
  - Tankar Strödda (Karl August Nicander)
  - I recitativ manér (Era l'ora che volge il desiro) (texte tiré de l'Enfer de le Divine Comédie de Dante)
  - Strömmen (Johan Gabriel Carlén)
- Sju sånger vid piano (1856) 
  - Jag följer dig
  - Champagne-ruset (Wilhelm von Braun)
  - Om hundra år (S_dt)
  - "Qvinnoögat" (Wilhelm von Braun)
  - "Jusqu'à min Dotter!"
  - "Lycklig du!" (La)
  - Någonstädes gumman Lenngren säger (E. S_dt)
- Vid Julbrasan för några år sedan (PKL, 1854)
- Povera Italia mia! .
- Den bedragna.
- La Serenata Contadinesca con risporta dalla Finestra
- Anneaux Drapa.

### Musique pour piano
- Hussar-Marsch, Norstedt & söner, Stockholm, 1854.
- Svenska arméns Revelje och Tapto (1865)

### Poèmes
- Dikter (1870)